# Байтогай
Байтогай (каз. Байтоғай) — село в Отырарском районе Туркестанской области Казахстана. Входит в состав Ходжатогайского сельского округа. Код КАТО — 514843200.

## Население
В 1999 году население села составляло 719 человек (372 мужчины и 347 женщин). По данным переписи 2009 года, в селе проживало 900 человек (463 мужчины и 437 женщин).